# Thenjiwe Lesabe
Thenjiwe Lesabe conocida también como Thenjiwe Khumalo (5 de enero de 1932-13 de febrero de 2011) fue una nacionalista zimbabuense que también fue maestra, veterana de guerra y activista política.

## Primeros años y carrera
Khumalo nació en Hope Fountain cerca de Bulawayo. Asistió a la Primaria White Water y luego se formó como maestra en Hope Fountain. Fue maestra en la escuela primaria Lotshe en Mkokoba antes de renunciar en 1949 y unirse a Bantu Mirror como periodista.

## Activismo político
Entre 1949 y 1953 fue activista política en un club social llamado Gama Sigma Club que se enfocaba en temas sociales para africanos. En 1957 se unió al Congreso Nacional Africano de Rhodesia del Sur convirtiéndose en una de los primeras integrantes del partido.
En 1960 se unió al Partido Nacional Demócrata y fue elegida presidenta del Comité de Distrito de Bulawayo en el primer comité interprofesional. Como presidenta, combinó las dos áreas de Mzilikazi y Barbourfields y formó una rama llamada Mziba.
Después de la prohibición del PND y la posterior formación de ZAPU, Lesabe mantuvo su posición como presidenta de la Liga de Mujeres en el nuevo partido hasta que el partido también fue prohibido en 1962.
Lesabe mantuvo su activismo a pesar de la prohibición del partido y luego pasó a formar parte del Consejo de Cuidadores del Pueblo (CCP) en el que fue electa miembro del Consejo Nacional. El CCP (que fue un vehículo para que ZAPU evadiera la prohibición) fue prohibido en 1964.
Entre 1970 y 1974 recorrió el país recabando apoyo para ZAPU. En un Congreso de la ANC en 1975 fue elegida para el Ejecutivo Nacional como jefa de ZAWU, mientras que Josiah Chinamano fue elegido vicepresidente y Joseph Msika fue nombrado Secretario General.
Más tarde se mudó a Zambia cuando la batalla de liberación se intensificó y recibió el mandato de actuar de enlace con la comunidad internacional y presionar por la independencia.
Lesabe fue electa miembro del Parlamento por Matobo en una alianza entre PF-Zapu después de la independencia. En 1984 fue elegida directora de ZAWU en un Congreso de ZAPU.
Después de la firma del Acuerdo de Unidad entre ZANU y ZAPU, fue nombrada viceministra de Turismo y sirvió en el Comité de Mujeres mientras estuvo en ZANU PF. En 2009 dejó ZANU PF y regresó a ZAPU.
Lesabe murió en 2011 y se le negó el estatus de heroína, pero se le concedió un funeral de estado.